# Quítxua Yaru
El quítxua yaru és un grup de varietats lingüístiques del quítxua en el centre del el Perú, parlat a les províncies pasquenyes de Pasco i Daniel Alcides Carrión, les juninenques de Junín, Yauli i Tarma, la conca alta del riu Huaura al departament de Lima i de la província d'Ambo, al departament de Huánuco
La varietat yaru més ben descrita és el quítxua de Tarma, per Willem F. H. Adelaar al seu treball de 1977 titulat Quechua de Tarma: Gramática, textos, diccionario.
En el gramatical, es tracta d'un espai bastant homogeni. Entre les principals diferències fonètiques i fonèmiques, l'altiplà i el nord juninenc conserven l'africada postalveolar [t͡ʃ], mentre que en Chaupihuaranga i l'Alt Huaura s'ha avançat a la alveolar [t͡s] o fins i tot s'ha desafricat.